# انباشت ویژه
در زمینه هیدروژئولوژی، خواص ذخیره‌سازی ویژگی‌های فیزیکی هستند که ظرفیت آبخوان برای رهاسازی آب‌های زیرزمینی را مشخص می‌کنند. این ویژگی‌ها عبارتند از: ذخیره‌سازی (S) , ذخیره‌سازی ویژه (Ss) و بازده ویژه (Sy). با توجه به آب زیرزمینی، توسط فریز و چری (۱۹۷۹)، انباشت ویژه (به انگلیسی: Specific storage)، {\displaystyle S_{s}} [m −1]، یک آبخوان اشباع‌شده به عنوان حجم آبی تعریف می‌شود که یک واحد حجم آبخوان از ذخیره‌سازی تحت کاهش واحد در سر هیدرولیک آزاد می‌کند.
آنها اغلب با استفاده از ترکیبی از آزمایش‌های میدانی (مثلاً آزمایش‌های آبخوان) و آزمایش‌های آزمایشگاهی بر روی نمونه‌های مواد آبخوان تعیین می‌شوند. اخیراً، این ویژگی‌ها نیز با استفاده از داده‌های سنجش از راه دور به دست آمده از رادار با دیافراگم مصنوعی تداخل‌سنجی تعیین شده‌اند.